# Фінал кубка України з футболу 2016
Фіна́л ку́бка Украї́ни з футбо́лу 2016 — 25-й фінал кубка України з футболу, що відбувся 21 травня 2016 року о 17:00 у Львові на стадіоні «Арена Львів» між луганською «Зорею» та донецьким «Шахтарем». Львів вперше в історії приймав фінальний матч розіграшу Кубку України з футболу. «Зоря» перший раз в своїй історії брала участь у фіналі Кубку України. «Шахтар» брав участь у фіналі в 16-й раз та виборов 10-й титул володаря Кубка України.

## Шлях до фіналу
| Зоря     | Зоря                 | Зоря      | Зоря      | Раунд | Шахтар       | Шахтар               | Шахтар    | Шахтар    |
| -------- | -------------------- | --------- | --------- | ----- | ------------ | -------------------- | --------- | --------- |
| Суперник | Результат            | Результат | Результат |       | Суперник     | Результат            | Результат | Результат |
| Кристал  | 5–0                  | 5–0       | 5–0       | 1/16  | Арсенал-Київ | 3–0                  | 3–0       | 3–0       |
| Суперник | За сумою двох матчів | 1-й матч  | 2-й матч  |       | Суперник     | За сумою двох матчів | 1-й матч  | 2-й матч  |
| Геліос   | 5–1                  | 2–0 (Г)   | 3–1 (В)   | 1/8   | Тернопіль    | 9–0                  | 5–0 (Г)   | 4–0 (В)   |
| Волинь   | 6–1                  | 1–1 (Г)   | 5–0 (В)   | 1/4   | Ворскла      | 5–2                  | 4–0 (Г)   | 1–2 (В)   |
| Дніпро   | 2–1                  | 0–1 (Г)   | 2–0 (В)   | 1/2   | Олександрія  | 3–1                  | 1–1 (Г)   | 2–0 (В)   |

## Матч
| 21 травня 2016 17:00 |

| «Зоря» | 0:2      | «Шахтар»         |
| ------ | -------- | ---------------- |
|        | Протокол | 40', 57' Гладкий |

| Арена Львів, Львів Глядачів: 21 723 Арбітр: Євген Арановський (Київ) |

| Зоря | Шахтар |

| ЗОРЯ:         |    |                    |         |
|               |    |                    |         |
| ВР            | 30 | Микита Шевченко    |         |
| ПЗ            | 39 | Євген Опанасенко   | 64'     |
| ЦЗ            | 3  | Михайло Сіваков    | 64'     |
| ЦЗ            | 12 | Рафаел Форстер     | 12'     |
| ЛЗ            | 6  | Микита Каменюка () |         |
| ЦП            | 4  | Ігор Чайковський   | 64'     |
| ЦП            | 5  | Артем Гордієнко    | 57'     |
| ПП            | 20 | Олександр Караваєв |         |
| АП            | 22 | Желько Любенович   |         |
| ЛП            | 34 | Іван Петряк        | 46'     |
| НП            | 28 | Пилип Будківський  |         |
| Заміни:       |    |                    |         |
| ВР            | 91 | Ігор Левченко      |         |
| ЗХ            | 2  | Артем Сухоцький    |         |
| ЗХ            | 16 | Григорій Ярмаш     | 64' 70' |
| ПЗ            | 24 | Дмитро Гречишкін   |         |
| ПЗ            | 29 | Андрій Тотовицький | 46'     |
| НП            | 10 | Джаба Ліпартія     | 57'     |
| НП            | 11 | Пауліньо           |         |
| Тренер:       |    |                    |         |
| Юрій Вернидуб |    |                    |         |

| ШАХТАР:       |    |                     |     |
|               |    |                     |     |
| ВР            | 32 | Антон Каніболоцький |     |
| ПЗ            | 33 | Дарійо Срна ()      |     |
| ЦЗ            | 5  | Олександр Кучер     |     |
| ЦЗ            | 44 | Ярослав Ракицький   |     |
| ЛЗ            | 31 | Ісмаїлі             |     |
| ЦП            | 6  | Тарас Степаненко    |     |
| ЦП            | 17 | Максим Малишев      |     |
| ПП            | 11 | Марлос              |     |
| АП            | 28 | Тайсон              | 81' |
| ЛП            | 74 | Віктор Коваленко    | 59' |
| НП            | 21 | Олександр Гладкий   | 74' |
| Заміни:       |    |                     |     |
| ВР            | 30 | Андрій Пятов        |     |
| ЗХ            | 18 | Іван Ордець         |     |
| ЗХ            | 38 | Сергій Кривцов      |     |
| ПЗ            | 58 | Андрій Коробенко    |     |
| НП            | 7  | Веллінгтон Нем      | 74' |
| НП            | 19 | Факундо Феррейра    | 81' |
| НП            | 22 | Едуардо             | 59' |
| Тренер:       |    |                     |     |
| Мірча Луческу |    |                     |     |

| Арбітри - Асистенти: - Сергій Беккер (Харків) - Наталія Рачинська (Київ) - Четвертий арбітр: - Костянтин Труханов (Харків) - Спостерігач арбітражу: - Віктор Дердо (Харків) - Делегат матчу: | Регламент - 90 хвилин. - 30 хвилин додаткового часу за необхідності. - Серія пенальті за необхідності. - Сім гравці на заміні. - Максимум три заміни. |

| Володар кубка України 2016 |
| -------------------------- |
|                            |
| Шахтар 10-й раз            |